# Breaking the Waves
Série Cœur d'or
Les Idiots
(1998)
Pour plus de détails, voir Fiche technique et Distribution.
Breaking the Waves, ou L'amour est un pouvoir sacré au Québec, est un film danois réalisé par Lars von Trier et sorti en 1996.
C'est le premier film de la trilogie Cœur d'or poursuivie avec Les Idiots (1998) puis Dancer in the Dark (2000). Celui-ci mélange drame et romance.
Le titre Breaking the Waves est une métaphore du réalisateur qui montre comment « briser les vagues » du destin tout tracé et « briser les vagues » du conformisme à travers son héroïne qui essaye de faire le bien en dehors de la morale traditionnelle.

## Synopsis
Bess, femme enfant innocente, se marie à Jan, qui travaille sur une plate-forme pétrolière au nord de l'Écosse. Leur relation est passionnelle. Elle prie pour qu'il revienne, mais elle le retrouve paralysé après un accident de travail sur la plateforme, incapable de bouger et bien sûr d'avoir des relations sexuelles. Il ne veut pas qu'elle reste attachée à un homme paralysé, et souhaite qu'elle continue à vivre, à aimer, à être heureuse. Pour être sûr qu'elle puisse tomber amoureuse de quelqu'un d'autre, il lui demande de coucher avec d'autres hommes et de lui raconter les détails. Bess accepte et connaît des relations de plus en plus déviantes et dangereuses, constatant que la santé de Jan bénéficie de ses frasques et croyant agir selon la volonté de Dieu tout en se prostituant.
Malgré l'hostilité de sa famille et le poids de la religion rigoriste de son village, elle tente de continuer à faire vivre cet amour, par procuration, aux limites de la perversité, jusqu'à un sacrifice ultime. Le carcan religieux qui l'entoure est inapte à la comprendre et à l'aider, et ajoute à l'humiliation qu'elle s'inflige. Jusqu'à sa propre mère qui la renie et la chasse de chez elle. L'anathème qu'elle subit dépasse même sa mort : son enterrement officiel par les hommes de l'église est placé sous le signe de la damnation. Lors de son immersion officieuse en mer, depuis la plateforme pétrolière, son mari qui a retrouvé l'usage de ses jambes et ses collègues entendent des cloches dans le ciel et le spectateur les voit. Elles célèbrent la catharsis de la victime sacrificielle et symbolisent l'arrivée de Bess au royaume des cieux.

## Fiche technique
- Titre : Breaking the Waves
- Réalisation : Lars von Trier
- Scénario : Lars von Trier et Peter Asmussen
- Production : Peter Aalbæk Jensen, Vibeke Windeløv, Axel Helgeland, Rob Langestraat, Marianne Slot et Peter van Vogelpoel
- Musique : Joachim Holbek
- Décors : Karl Júlíusson
- Costumes : Manon Rasmussen
- Photographie : Robby Müller
- Montage : Anders Refn
- Société de distribution : October Films
- Budget : 7.5 million $
- Pays de production :  Danemark,  Suède,  France,  Pays-Bas,  Norvège et  Islande
- Langue : anglais
- Format : couleurs - 2,35:1 - Dolby Digital - 35 mm
- Genre : Drame, romance
- Durée : 159 minutes
- Dates de sortie :
  - France : Mai 1996 (festival de Cannes)
  - Danemark : 5 juillet 1996
  - France : 9 octobre 1996
  - Belgique : 16 octobre 1996
  - Canada : 29 novembre 1996
- Film interdit aux moins de 12 ans lors de sa sortie en France.

## Distribution
- Emily Watson (V. F. : Isabelle Gardien) : Bess McNeill
- Stellan Skarsgård : Jan Nyman
- Katrin Cartlidge : Dodo McNeill
- Jean-Marc Barr : Terry
- Adrian Rawlins : Dr Richardson
- Jonathan Hackett : le pasteur
- Sandra Voe (en) : la mère
- Udo Kier : le marin sadique
- Mikkel Gaup : Pits
- Roef Ragas : Pim
- Phil McCall : le grand-père
- Robert Robertson : le président
- Desmond Reilly : An Elder
- Sarah Gudgeon : Sybilla
- Finlay Welsh : le coroner

## Distinctions
- Grand Prix du jury au Festival de Cannes 1996
- Prix du cinéma européen 1996 : meilleur film et meilleure actrice
- César du meilleur film étranger 1997
- Grand Prix 1996 de l'UPCB / UBFP - Union de la presse cinématographique belge

## Adaptations
Breaking the Waves a été adapté en pièce de théâtre en 2004 par Vivian Nielsen, puis traduit en plusieurs langues dont en français par la metteuse en scène luxembourgeoise Myriam Muller en 2019.
Le film a ensuite donné lieu en 2016 à un opéra en trois actes, composé par Missy Mazzoli, avec un livret en anglais de Royce Vavrek (en). La création mondiale de cet opéra a eu lieu à l'opéra de Philadelphie, le 22 septembre 2016. La création européenne, dans une deuxième mise en scène réalisée par Tom Morris, a eu lieu le 21 Aout 2019 au Festival d'Edinburgh en co-production avec Opera Ventures, Scottish Opera et Houston Grand Opera. L'Opéra Comique à Paris réalise la création en France avec trois séances de la même mise en scène en mai 2023.